# Handley Page Type R
El Handley Page R/200, también designado HP.14, fue un prototipo británico de avión de reconocimiento naval de la época de la Primera Guerra Mundial, capaz de operar desde las cubiertas de los portaaviones de la Marina Real o como hidroavión de flotadores. Sólo se construyeron tres ejemplares, prefiriéndose el Parnall Panther.

## Diseño y desarrollo
El R/200 fue diseñado en 1917 para cubrir un requerimiento del Almirantazgo por un caza biplaza de reconocimiento, capaz de operar tanto como hidroavión de flotadores o desde los nuevos portaaviones de la Armada Real, el HMS Argus de cubierta corrida y el crucero convertido parcialmente HMS Furious. El R/200 era un pequeño biplano de un solo vano propulsado por un motor V8 con caja reductora Hispano-Suiza V8 de 148 kW (200 hp) con un radiador frontal. Handley Page recibió un encargo de seis prototipos en el verano de 1917.
Los primeros dos prototipos, equipados con flotadores, volaron en diciembre de 1917, volando el tercero, equipado con un tren de aterrizaje de ruedas, en febrero de 1918. Los resultados de las pruebas fueron más pobres que los del competidor Parnall Panther, y como Handley Page estaba concentrado en la producción y desarrollo de los bombarderos pesados O/400 y V/1500, los restantes tres prototipos, junto con una probable orden de producción de 20 aparatos, fueron cancelados en marzo de 1918.
En la redesignación de modelos retrospectiva de 1924, el Type R se convirtió en el HP.14.

## Especificaciones (R/200 terrestre)
Referencia datos: Handley Page Aircraft Since 1907

### Características generales
- Tripulación: Dos
- Longitud: 7,8 m (25,5 ft)
- Envergadura: 11 m (36 ft)
- Altura: 3,28 m[4]
- Superficie alar: 36 m² (387,5 ft²)
- Peso vacío: 854 kg (1882,2 lb)
- Peso máximo al despegue: 1356 kg (2988,6 lb)
- Planta motriz: 1× motor lineal V8 refrigerado por agua Hispano-Suiza 8B.
  - Potencia: 150 kW (207 HP; 204 CV)
- Hélices: Bipala de madera de paso fijo

### Rendimiento
- Velocidad máxima operativa (Vno): 153 km/h (95 MPH; 83 kt) a 1981 m (6500 pies)[4]
- Techo de vuelo: 3700 m (12 139 ft)
- Carga alar: 37,4 kg/m² (7,7 lb/ft²)
- Potencia/peso: 0,110 kW/kg (0,067 hp/lb)
- Tiempo a altitud: 29 min 30 s hasta los 3048 m (10 000 pies)[4]

### Armamento
- Ametralladoras: 

  - 1x Lewis de 7,7 mm

## Aeronaves relacionadas

### Aeronaves similares
- Parnall Panther
- Port Victoria Grain Griffin

### Secuencias de designación
- Secuencia Alfabética (interna de Handley Page): ← Type N - Type O - Type P - Type R - Type S - Type T - Type Ta →
- Secuencia HP._ (interna de Handley Page): ← HP.11 - HP.12 - HP.13 - HP.14 - HP.15 - HP.16 - HP.17 →